# Lymantriades yunnana
Lymantriades yunnana är en fjärilsart som beskrevs av Collenette 1939. Lymantriades yunnana ingår i släktet Lymantriades och familjen tofsspinnare. Inga underarter finns listade i Catalogue of Life.